# Teardown
Teardown ist ein Computerspiel, das vom schwedischen Studio Tuxedo Labs für das Betriebssystem Windows entwickelt und seit 2020 vertrieben wird. Das Independent-Game vereint Sandbox-Spielelemente mit Rätseln, Überfällen und Action.
Die Level bestehen nahezu vollständig aus beweg- und zerstörbaren Voxeln. Jede Mission enthält eine Reihe von Zielen, von denen manche innerhalb einer Minute erfüllt werden müssen. Während der Vorbereitungsphase ohne Zeitlimit können durch Umgestaltung der Spielwelt zusätzliche (Lösungs-)Wege geschaffen werden, um diese Ziele möglichst schnell zu erreichen.
Der Spieleentwickler Dennis Gustafsson programmierte die proprietäre Spiele-Engine und entwickelte auf dieser zusammen mit Emil Bengtsson mehrere Spielprototypen. Nachdem er sich auf das zweiteilige Konzept aus Vorbereitungs- und Action-Phase festgelegt hatte, kündigte Gustafsson Teardown im Oktober 2019 an. Der Titel ging im Oktober 2020 im Early Access online und erhielt positive Kritiken. Am 21. April 2022 wurde die finale Version 1.0 veröffentlicht.

## Spielmechanik
Teardown ist ein Sandbox-Spiel mit Rätsel- und Action-Elementen. Der Spieler übernimmt die Rolle des Inhabers des Abrissunternehmens Löckelle Teardown Services, das zur Tilgung seiner Schulden dubiose Aufträge annehmen muss. Der Spieler kann sich innerhalb der Open-World-Level, die aus zerstörbaren Voxels bestehen, frei bewegen. Der erste Teil des Spiels umfasst 20 Missionen mit unterschiedlichen Zielvorgaben. Vertikal aufragende Strukturen und Objekte können mit verschiedenen Werkzeugen zerkleinert, bewegt oder vernichtet werden, darunter ein Vorschlaghammer, Schusswaffen und Bomben. Aus Schnittholz können zusätzliche Laufwege und mechanische Verbindungen konstruiert werden.
Weitere Werkzeuge werden im Laufe des Spiels freigeschaltet. Bereits erworbene Werkzeuge können mit In-Game-Währung aufgewertet werden. Das Sammeln von im Level verstreuten Wertgegenständen wird monetarisiert. Mit einer Sprühdose können (Lauf-)Routen auf Oberflächen gelb markiert werden, während ein Feuerlöscher Brände löscht. Steuerbare Fahrzeuge wie Lastwagen, Kräne, Bagger und Boote sind in den Levels platziert und können ebenfalls bewegt und zerstört werden. In einigen Levels sind auch Explosivmittel wie z. B. Propan-Gasflaschen verteilt. Alle Voxel sind einem bestimmten Material wie Holz, Metall, Mauerwerk zugeordnet, mit jeweils unterschiedlichen Stoffeigenschaften hinsichtlich Halt-, Zerstör- und Brennbarkeit.

“I guess you could compare it to Portal in terms of gameplay, but with less puzzles, and much more (an almost ridiculous amount of) player freedom.”

„Ich schätze, man könnte es vom Spielerlebnis her mit Portal vergleichen, aber mit weniger Rätseln und viel mehr (einer fast lächerlichen Fülle) spielerischer Freiheit.“

Es kann zwischen den vier Spielmodi Kampagne, Sandbox, Challenges und Mods gewählt werden.

### Spielziel
Das Spielziel wird erreicht, indem der Spieler einen effizienten Pfad (Parkour) vorbereitet und dann alle Ziele entlang von diesem innerhalb der Zeitvorgabe abarbeitet. Die Level beginnen ohne Zeitlimit. Sobald ein Diebstahl- oder Feueralarm ausgelöst wird, startet ein 60-Sekunden-Countdown. Innerhalb dieses Zeitrahmens muss der Spieler alle erforderlichen Ziele erfüllen und das Fluchtfahrzeug (Extraktionspunkt) erreichen. Die Level erhalten ein oder mehrere Ziele – z. B. das Zerstören oder Stehlen bestimmter Objekte oder das Zerstören eines Gebäudes –, von denen einige erforderlich und andere optional sind. Die Spielfigur kann durch Hitze, Explosion und Ertrinken sterben. Stirbt die Spielfigur oder wird das Spielziel nicht erreicht, verliert der Spieler. Missionen können neu gestartet oder der vorherige Spielfortschritt aus einem Quick Save geladen werden. In einigen Levels wird der Countdown durch eine Fluchtsequenz ersetzt, in der die Spielfigur von einem bewaffneten Hubschrauber gejagt wird.

### Level
Insgesamt gibt es sieben Level (Lee Chemicals, West Point Marina, Villa Gordon, Hollowrock Island, Frustrum, Evertides Mall und Muratori Beach/Isla Estocastica), die sich über die fiktive Halbinsel „Löckelle“ und die ebenfalls fiktive Inselgruppe „Muratori“ verteilen. Die Level haben eine rechteckige Grundfläche, die an ihren Seiten nicht verlassen werden kann. In einem separaten „Sandbox“-Modus kann der Spieler ohne Ziel mit den freigeschalteten Levels experimentieren. Teardown enthält außerdem einen Level-Editor und eine Integration in den Steam Workshop. Mit dem Voxel-Editor MagicaVoxel können ebenfalls eigene Level und Strukturen modelliert und in das Spiel importiert werden.

### Interface
Die Spielfigur wird aus der Egoperspektive genretypisch mittels Maus rotiert und Tastatur (WASD) gesteuert. Die Werkzeuge und Wirkmittel werden entweder über das Mausrad oder die Tastatur gewechselt. Die Level können zudem auch in Kartenansicht betrachtet werden. Die Menüs sind ausschließlich in englischer Sprache gehalten. Die Bildauflösung kann von 1280×720 Pixel (HD720) bis 2560×1440 px (WQHD) geändert werden. Die Grafik-Engine unterstützt Tiefenunschärfe sowie Raytracing-Beleuchtung und simuliert ausbreitendes Feuer und volumetrischen Rauch.

## Handlung
Tracy, die Mutter des Protagonisten und Chefin des familiengeführten Abrissunternehmens Löckelle Rückbau-Gesellschaft, sendet dem Protagonisten eine Nachricht, in der sie sagt, dass das Geld knapp wird. Dann leitet sie eine Nachricht von Gordon Woo an den Spieler weiter. Dieser beauftragt den Protagonisten, ein Haus, das Woos Bauprojekt im Weg steht, abzureißen. Bei der – im Spiel nicht gezeigten – Flucht wird der Wagen des Spielers gefilmt. Die Polizistin, die mit dem Fall das Protagonisten betraut wurde, bietet dem Protagonisten an, seinen „kleinen Fehler“ zu vergessen, wenn er im Gegenzug Computer aus „Lee Chemicals“ entwendet. Nach dem Abschluss der Mission beauftragt Parisa Terdiman den Protagonisten, die Anmeldegeräte der Mitarbeiter aus „Lee Chemicals“zu entwenden, um Hinweise zu einem Client namens B.T. zu finden. Nach dem erfolgreichen Abschluss des Auftrags beauftragt Gordon Woo den Protagonisten, eine der Time-Sharing-Hütten an der „West Point Marina“ abzureißen, um Platz für ein Dock für Woos neue Yacht zu schaffen und Dokumente der Time-Sharing-Hütte zu entwenden. Daraufhin kontaktiert Lawrence Lee Jr. den Protagonisten und beauftragt ihn damit, vier von Gordon Woos Autos im Wasser zu versenken.
Im weiteren Verlauf der Handlung eskaliert der Kleinkrieg zwischen Woo und Lee immer weiter (u. a. sorgt man für eine weitflächige Überschwemmung), während Lees Geschäftspartner Amanatides (der geheimnisvolle „B.T.“) den Protagonisten mehrfach anheuert, um seine kriminellen Machenschaften weiter auszubauen. Gleichzeitig bittet Parisa den Protagonisten, weiterhin Beweismaterial zu sammeln, was nach dem Ende der Feindschaft von Woo und Lee (wobei Lee im Knast landet und Woo bankrottgeht) zum Hauptziel wird.
Je länger der Protagonist Aufträge für Amanatides erfüllt, desto mehr scheint dessen Verstand nachzugeben. Am Ende des Spiels gelingt es Parisa, mithilfe der vom Protagonisten gesammelten Beweise Amanatides zu verhaften (sie bedankt sich sogar für die Hilfe). Dieser schafft es jedoch zuvor noch, eine extrem leistungsstarke Bombe, die in einen Truck eingebaut ist, auf Löckelle loszulassen, welche der Protagonist nach viel Improvisation umleiten und im Meer versenken kann.
In der letzten Szene sitzen der Protagonist, Tracy und der Rest der Familie gemütlich vor dem Fernseher, während eine Nachrichtensendung über das Chaos läuft, das im Laufe der Handlung ausgebrochen ist.

## Entwicklung
Teardown wurde von Tuxedo Labs entwickelt, dem Indie-Game-Studio des schwedischen Videospielprogrammierers Dennis Gustafsson. Gustafsson war zuvor in Unternehmen tätig, die Middleware für Physik-Engines entwickelten. Zusammen mit Henrik Johansson hatte er 2010 das Spieleentwicklungsstudio Mediocre Games gegründet, wo die beiden an Spielen wie Smash Hit (2014) und PinOut (2016) arbeiteten. Nach der Liquidierung von Mediocre Games im Jahr 2017 arbeitete Gustafsson an der Technologie für zerstörbare Umgebungen aus Voxeln, eine Idee, die er schon länger verfolgte. Voxel schienen einfacher zu implementieren, da reguläre Polygone zu einer zu komplexen Kollisionserkennung geführt hätten. Inspiriert von MagicaVoxel implementierte Gustafsson die Voxel-Technologie zusammen mit Echtzeit-Raytracing, was erst die simple Berechnung Voxel-basierter Level ermöglichte. Gustafsson entwickelte daraufhin eine eigene Spiel-Engine, die beide Aspekte integrierte. Während der Entwicklung stieß Gustafsson auf Probleme bei der Simulation von mechanischen Spannungen und konnte der Herausforderung ausweichen, indem er stattdessen ein Workaround entwarf. Nachdem er erfolgreich eine Voxel-Sandbox entwickelt hatte, arbeitete er mit dem ehemaligen Mediocre-Videospieldesigner Emil Bengtsson zusammen, um Spielkonzepte zu entwickeln, die auf diese Technologie aufsetzen. Es gab mehrere Ideen, angefangen mit einem Rennspiel, bei dem der Spieler in Objekte hineinfährt und diese umstößt. Dieses Konzept erwies sich als unvorteilhaft, da die Zerstörung lediglich als Effekt und nicht als Teil des Gameplays genutzt wurde. Es folgten über mehreren Monaten einige Stealth-Prototypen, aber Gustafsson und Bengtsson waren nicht in der Lage, ein Stealth-Gameplay zu konzipieren, bei dem Nicht-Spieler-Charaktere nicht auf Zerstörungsgeräusche durch den Spieler reagieren. Ein weiterer Prototyp eines Survival-Spiels enthielt riesige Spinnen, aber Gustafsson und Bengtsson waren generell nicht mit der Einbindung von Gegnern zufrieden, da sie den destruktiven Spielablauf beeinträchtigen würden. Zuletzt spielten Gustafsson und Bengtsson mit einem Raubkonzept, bei dem der Spieler eine vordefinierte Menge von Objekten stehlen muss. Die Herausforderung in diesem Konzept wurde als zu trivial angesehen, während die begrenzten Werkzeuge als zu restriktiv empfunden wurden. Sieben Monate nach Beginn der Entwicklung, nachdem sich die beiden nicht auf eine beiderseits favorisierte Gameplay-Variante einigen konnten, verließ Bengtsson das Projekt Anfang 2019. Gustafsson experimentierte eigenständig weiter mit der Technologie, da er die bereits geleistete Programmierarbeit nicht verwerfen wollte. Er fand keine plausible Legitimation für die Zerstörmöglichkeit der Spielewelt zu finden, ohne auf einen Shooter oder gewalttätiges Gameplay zurückzugreifen.

### Sound Design
Douglas Holmquist, der bereits an vielen Spielen von Mediocre mitgearbeitet hatte, komponierte die Hintergrundmusik auch arrangierte die Tongestaltung. Er begann im November 2019 und stieg im Februar 2020 dann Vollzeit in das Projekt ein. Für jedes der sieben von der Spiel-Engine verarbeiteten Materialien (Holz, Metall, Glas, Kunststoff, Mauerwerk, Laub und Schmutz) erstellte Holmquist Aufprall- und Bruchgeräusche in drei Lautstärken und mit mehreren Variationen. Er erstellte auch Quietschgeräusche für Metall- und Holzgelenke. Die Geräusche für das jeweilige Material wurden zusammen mit Mathias Schlegel, einem Tontechniker und Freund Holmquists, aufgezeichnet. Holmquist erstellte weitere Sounds für die Schrotflinte (mittels einer Benelli M4), die Handfeuerwaffe (Colt M1911), Fahrzeuge sowie die Umgebung. Während der Entwicklung wurden nicht verwendete Sounds aus Smash Hit wiederverwendet.
Der Soundtrack wurde von Holmquist mit Andreas Baw am Schlagzeug eingespielt, von Håkan Åkesson im NutidStudio in Stockholm gemastert und am 1. Dezember 2020 über den Online-Musikdienst Bandcamp veröffentlicht. Folgende Instrumente kamen zum Einsatz: Moog Minimoog, Fender Jaguar, Fender Deluxe Reverb, Fender Jazz Bass, Neumann TLM-103, Neumann KM-184, Shure SM57, Shure BETA57A, Korg SV-2, Way Huge Pork Loin, Rogers 1970er Jahre Schlagzeug und der Digital Audio Workstation Logic Pro X.

## Veröffentlichung
Gustafsson teilte ab 2018 den Fortschritt seiner Spiel-Engine auf dem Mikrobloggingdienst Twitter. Früh kommentierte der populäre YouTuber Bluedrake42 erste Videos der Spielmechaniken. Im August 2019 kündigte Gustafsson an, dass er aus der Engine ein Spiel entwickeln würde. Er entwarf die zweiteilige Heist-Struktur, die nach seiner Meinung „mit allen Einschränkungen (oder deren Fehlen) einer vollständig zerstörbaren Umgebung kompatibel ist und trotzdem eine interessante Herausforderung bietet“. Für die zweite, zeitkritische Phase wog Gustafsson mehrere Methoden ab, um ein Zeitlimit umzusetzen – wie z. B. ein Höhlen-Level, der langsam geflutet wird – und entschied sich schließlich für einen einfachen Countdown. Die ursprünglichen Levels für dieses Konzept waren lange, gerade Korridore, an deren Ende der erforderliche Gegenstand lag, um dann auf dem gleichen Weg zurückzukehren, um das Fluchtfahrzeug zu erreichen. Nachdem Bengtsson in das Projekt zurückgekehrt war, stellten die beiden fest, dass sich das Spiel besser spielen ließe, wenn es mehrere Ziele in einer nicht-linearen, offenen Welt enthielt, was im endgültigen Design resultierte. Das letztlich Teardown betitelte Spiel wurde am 1. Oktober 2019 veröffentlicht. Die Ankündigung war verbunden mit der Veröffentlichung eines Walkthrough-Videos, einer Website und einem vorbereitenden Steam-Store-Eintrag. Spätere Entwicklungs-Updates von Gustafsson dokumentierten neu hinzugefügtes dynamisches Wetter, zusätzliche Fahrzeuge und Levels und weitere Inhalte. Gustafsson und Bengtsson arbeiteten mit Kabi Jedhagen, Niklas Mäckle, Olle Lundahl und Stefan Jonsson zusammen, die zusätzliches Design und Grafiken beitrugen. Auf der Gamescom: Opening Night Live im August 2020 wurde ein neuer Trailer von Teardown gezeigt. Das Spiel sollte als Early-Access-Titel für das Betriebssystem Windows später im Jahr 2020 veröffentlicht werden. Im Oktober 2020 terminierte Gustafsson das Veröffentlichungsdatum auf den 29. Oktober 2020 und stellte das Spiel wie geplant online. Die Early-Access-Phase sollte etwa ein Jahr dauern, abhängig von der Resonanz der Online-Community. Die ursprüngliche Version enthielt nur den ersten Teil des Spiels, der zweite ist seit Januar 2021 in Entwicklung.

## Rezeption
Teardown erhielt bereits während der Early-Access-Phase positive Kritiken. Graham Smith von der kalifornischen Website Rock, Paper, Shotgun lobte die Voxel-Zerstörungsmechanik von Teardown und ihren inhärenten Wert für das Gameplay und meinte, die Technologie übertreffe die von Vorgängerspielen wie Red Faction: Guerrilla. Graham Smith kritisierte einige unpräzise Interaktionen zwischen den Spielelementen, wie z. B. dass der Spieler mit „glitschigen“ Objektkanten kollidiert oder große, teilweise zerstörte Strukturen aufgrund der unzureichenden Berechnung mechanischer Spannungen von nur wenigen bis einzelnen Voxeln getragen werden. Christian Just vom deutschen Computerspielmagazin GameStar lobte den Sandbox-Ansatz des Spiels bei der Levelzerstörung und den Detailgrad der Technik. Er hatte von der Early-Access-Version jedoch den Eindruck, dass es dem Spiel trotz seiner technischen Fähigkeiten noch an abwechslungsreichen Inhalten fehle, es sich nach einem anfänglichen Wow-Effekt „recht leblos und dröge anfühlt. Trotz beeindruckender Technik wie Raytracing-Beleuchtung, Berechnung unterschiedlicher Materialen wie Holz, Stein und Metall sowie sich ausbreitender Feuer und volumetrischen Rauchs, wirkt die Spielwelt merkwürdig kalt und leer.“
Rick Lane von Bit-Tech bezeichnete die Rätsel des Spiels als „sehr ergebnisoffen und dennoch schön herausfordernd“. Smith bezeichnete das Spiel aufgrund der Schnellspeicherfunktion als „selten frustrierend“, was Andy Kelly vom britischen Computerspielmagazin PC Gamer bestätigte. Auch das erfolgreiche Abschließen eines Levels innerhalb von 60 Sekunden, nachdem man bis zu einer Stunde mit der Planung und Vorbereitung der Route verbracht hat, empfand Smith als „enorme Belohnung“. Ebenso erklärte Nathan Grayson auf der Computerspiel-Website Kotaku, dass es sich „erstaunlich anfühle“, einen Level mit nur noch wenig Restzeit abzuschließen. Connor Sheridan von GamesRadar+ bezeichnete die Musik des Spiels als „professionell“ („slick“). Lane bemerkte, dass der visuelle Stil „prächtig“ („splendid“) sei. Robert Purchese erklärte im britischen Onlinemagazin Eurogamer, dass er von der Existenz einer Rahmenhandlung überrascht war. Die Website Shacknews kürte im Dezember 2020 Teardown zum besten Early-Access-Spiel des Jahres. Deren Spieletester Chris Jarrard begründete die Auszeichnung damit, das Spiel besteche „durch sein Open-End-Design und seine herausragende Optik“. Die Redakteure von Rock, Paper, Shotgun nannten Teardown eines ihrer Lieblingsspiele des Jahres 2020. Auf Steam gehörte Teardown zu den meistverkauften Spielen innerhalb des ersten Tages der Early-Access-Veröffentlichung. Von mehr als 1.800 Spieler-Bewertungen waren 96 % positiv, was auf eine „überwältigend positive“ Aufnahme hinweist. Viele Spieler teilten Screenshots, die sie unter Verwendung der Spielmechanik erstellt haben, sowie zusätzliche Mods für das Spiel.

„Teardown ist ein Sandkasten für kreative Zerstörung, die sich dank Fluchtmechanik in den Dienst schlauer Planung stellt. […] Die hübsche Abrisssimulation [ist] ein absolut unterhaltsamer Spielplatz für alle, die virtuell die Abrissbirne krachen lassen und zugleich an der perfekten Route tüfteln wollen. Ein Spiel, das als Experimentierkasten noch ein langes Leben haben wird.“